# Dolichopus frifolini
Dolichopus frifolini är en tvåvingeart som beskrevs av Stackelberg 1928. Dolichopus frifolini ingår i släktet Dolichopus och familjen styltflugor. Inga underarter finns listade i Catalogue of Life.